# قاسي، حب قاسي (فلم 1914)
حب قاسي، قاسي (بالإنجليزية: Cruel, Cruel Love)، يعرف أيضا (تشارلي أرستقراطى )، وهو فيلم كوميدي أمريكي صامت من عام 1914 بطولة تشارلي تشابلن تم إنتاجه في استوديوهات كيستون.

## طاقم التمثيل
- تشارلي تشابلن - اللورد هلبوس / السيد دوفي
- إدغر كينيدي - كبير الخدم اللورد هيلبوس
- مينتا دورفي - السيدة
- إيفا نيلسون - الخادمة

## روابط خارجية
- مقالات تستعمل روابط فنية بلا صلة مع ويكي بيانات